# 柳世隆
柳世隆（442年—491年），字彥緒，河东郡解县（今山西省运城市临猗县）人，南北朝時期南朝宋及齊將領。柳世隆是南朝宋尚書令柳元景的侄兒，世隆在宋官至侍中、尚書右僕射，曾為後來的齊高帝討平起兵的沈攸之，入齊後亦得高帝重用，官至尚書令。

## 生平
柳世隆父親柳叔宗早死，但世隆卻很獨特出眾，雖然出身門第卻獨獨學習平民百姓的技藝和事務；長大後又變得涉獵文史書籍及學彈琴，談吐溫和。伯父柳元景在柳氏子弟中特別欣賞他，更特別介紹給宋孝武帝知道，孝武帝見過世隆後亦向元景讚歎他将来必定能位居三公。柳世隆初為海陵王劉休茂的雍州主簿，後轉西陽王劉子尚的撫軍法曹行參軍，及後又改任虎威將軍、上庸太守。孝武帝親任柳元景，亦欣賞世隆，故就以昔日柳元景曾獲授的虎威將軍號授給世隆。
永光元年（465年），柳元景謀廢宋前廢帝失敗被殺，世隆卻因遠在上庸而倖免於禍。泰始二年（466年），剛剛才因殺前廢帝登位的宋明帝面臨全國大部州郡皆支持晉安王劉子勛政權的困境，柳世隆認為自己早前得免於伯父之難是因明帝之故，故此就在上庸起兵支持明帝，並與劉僧驎聯結了一萬人進逼襄陽的萬山，卻為雍州行事孔道存擊敗，世隆部眾離散，被逼躲起來。孔道存大舉緝捕世隆，世隆的母親郭氏和妻子閻氏都被捕到襄陽獄中，而當時有一具貌似世隆的屍體被送到襄陽，郭氏看見那具屍體的首級後知這不是世隆，暫且鬆一口氣，但閻氏卻號哭得很厲害，並偷偷向郭氏說該以此故意誤導對方世隆已死。最終世隆還是活下來，並在明帝穩定了全國後出來，任尚書儀曹郎。明帝看著他當日忠於己，特別擢用他當太子洗馬，世隆遂結交了張緒、王延之及沈琰等其他世族子弟。世隆接著先後任寧遠將軍、巴西梓潼二郡太守，越騎校尉，建平王劉景素的鎮北諮議參軍兼領南泰山太守，轉鎮北司馬兼領東海太守以及通直散騎常侍。
後來，世隆任晉熙王劉燮的安西司馬，加寧朔將軍，出鎮郢州，並在那兒與安西長史、郢州行事蕭賾相交甚歡。蕭賾是宋後廢帝後期執掌朝政「四貴」之一的蕭道成長子，那時道成為免後廢帝猜忌而遇不測，一度打算北渡廣陵起兵反抗皇帝，並與蕭賾的郢州兵會師京口，世隆亦一度戒嚴待機，但道成最終都沒有這樣做。反而道成一直提防著荊州刺史沈攸之，郢州亦囤了些軍需品以作準備。昇明元年（477年），蕭道成黨羽殺宋後廢帝，改立宋順帝，並將劉燮及蕭賾都調回京師任官，那時蕭賾就向父親推薦柳世隆接手郢州事務，世隆遂改任新任郢州刺史武陵王劉贊的前軍長史、江夏內史，行郢州事。至該年十二月，沈攸之果於荊州起兵反抗蕭道成，並遣大軍東下建康。沈攸之經過郢州城夏口時，本以城弱而不打算進攻，只派人向柳世隆傳話勸降，而世隆亦以自守城池回應。不過，在攸之即將捨城繼續東下之際，世隆卻派人到西渚挑戰，並辱罵攸之，攸之怒而命大軍登岸燒城，築長圍及建立攻道，全力進攻夏口。世隆面對攸之大軍攻擊，隨機而決，將攻勢都一一遏下。時蕭賾也派了桓敬等八支部隊到西塞支援，但蕭賾眼見攻勢猛烈，於是派了心腹胡元直潛入城為世隆守軍打氣。攸之一直攻至昇明二年（478年）正月仍未能攻下城池，逃亡的士兵愈來愈多，相反黃回卻正領軍沿江西上，沈攸之根本無法遏止逃亡潮。最終劉攘兵也叛降世隆後攸之大軍潰散，攸之帶領殘部逃回江陵，世隆就命劉僧驎追他。攸之回江陵後發現江陵已失，末路下自殺。攸之亂事被平定後，世隆受徵回朝任侍中，即轉尚書右僕射，並封貞陽縣侯，食邑二千戶。不久外任左將軍、吳郡太守，加秩為中二千石。
建元元年（479年），蕭道成篡宋，即齊高帝。當時柳世隆正為母丁憂，但仍獲任命為使持節、都督南豫司二州諸軍、平南將軍、南豫州刺史，並進爵為貞陽縣公。建元二年（480年）進號安南將軍，同年北魏南侵過後齊高帝將南豫州併入豫州，改授世隆為後將軍、尚書右僕射，但世隆不拜官。建元三年（481年）改任使持節、督南兗兗徐青冀五州軍事、安北將軍、南兗州刺史。後又受命在南兗州實行土斷。
建元四年（482年），蕭賾以皇太子繼位，即齊武帝，加世隆散騎常侍，不久召為散騎常侍、尚書左僕射、雍州大中正。永明四年（486年），因應湘州蠻族起事，武帝派遣世隆總督諸軍討伐，授使持節、都督湘州諸軍事、鎮南將軍、湘州刺史。世隆到湘州後將亂事平定，但卻被御史中丞庾杲之彈劾在州內建宅營生，武帝都不問罪，後召其入朝為尚書左僕射，領衞尉。世隆不拜，轉尚書令。世隆以疾病求退，改左光祿大夫，侍中。永明九年（491年），世隆去世，享年五十歲，贈司空，諡忠武。

## 性格特徵
柳世隆涉獵書籍，曾向齊高帝借皇家藏書，高帝借了二千卷書給他。他也懂占卜術數，他用來卜卦的龜殼價格就要一萬，齊武帝即位踰年改元永明，時世隆為南兗州刺史，在州內題書「永明十一年」，並向典籤李黨說他看不見這年。最終世隆果先於此年去世，永明十一年時武帝亦崩。世隆又曾與賓客多次去倪塘找墓地，多次去都屢坐在同一個位，最終世隆的墓葬就正正在那，又著有《龟经秘要》2卷。世隆以軍事出身，但後來轉而發展清談和彈琴，被當時稱為「柳公雙璅，為士品第一」，常自稱「馬矟第一，清談第二，彈琴第三」，在朝都不管事而彈琴，甚得時譽。

## 家庭

### 父
- 柳叔宗，字雙驎，建威參軍事，早卒。

### 子女
柳世隆有子十五人，但大多都年輕早死。
- 柳悦，字文殊，貞陽恭世子，中书郎，早卒。
- 柳惔，與长兄柳悦齐名。在齊官至西戎校尉、梁南秦二州刺史。梁武帝蕭衍起兵反東昏侯時起兵支持，入梁後歷官尚書左僕射及安南將軍、湘州刺史，封曲江縣侯。
- 柳惲，好醫術，通音樂，尤擅長彈琴，在齊官至相國右長史，在梁歷侍中、廣州刺史、右衞將軍及吳興太守。
- 柳憕，與琅邪王氏的王峻齊名，官至鎮西長史、蜀郡太守。
- 柳忱，梁散騎常侍。
- 柳某，娶仓曹参军崔灵凤女。
- 柳氏，为南朝齐河东王萧铉之妃。

### 孫
- 柳照，《南齊書》作柳昭，柳惔子，中书郎，嗣爵。
- 柳偃，柳惲子，娶長城公主，官至鄱陽內史。

## 作品
- 古琴曲〈秋宵步月〉[4]

## 延伸阅读
[在维基数据编辑]
 《南齊書/卷24》，出自萧子显《南齊書》